# Захаров, Вячеслав Григорьевич
Вячесла́в Григо́рьевич Заха́ров (род. 8 мая 1944, Москва, СССР) — советский и российский актёр театра и кино, заслуженный артист РСФСР (1980).

## Биография
Окончил Щукинское училище (класс В. Этуша).
С августа 1965 по январь 1985 — актёр Ленинградского академического Театра комедии им. Н. П. Акимова. Среди его ролей Люсьен («Заноза» Ф. Саган, 1965), Павел («Свадьба на всю Европу» А. Арканова, Г. Горина, 1966), Слава («Звонок в пустую квартиру» Д. Угрюмова, 1967), Сергей Александрович Ростанев («Село Степанчиково» по Ф. Достоевскому, 1970), Хлынов («Горячее сердце» А. Н. Островского, 1973), Молоденький администратор («Концерт для…» по М. Жванецкому, реж — М. Левитин, 1974), Марасанов («Муза» Г. Никитина, реж. — П. Фоменко, 1975), Оронт («Мизантроп» Мольера, реж. — П. Фоменко, 1975), Рафаэлев («Измена» Л. Зорина, 1980).
С февраля 1985 года по январь 1987 — артист Ленинградского театра им. Ленинского комсомола. Сыграл адвоката Рольфе («Процесс» Э. Манна в постановке Г. Егорова, 1985), Симона («Тамада» А. Галина в постановке Г. Егорова, 1985).
До 1993 г. работал в «Открытом театре» (Театр им. Ленсовета).
С февраля 1997 — актёр Санкт-Петербургского Государственного драматического Театра на Литейном.
В качестве приглашённого актёра работает в спектаклях московского театра Et Cetera под руководством А. Калягина.

## Театральные работы
- 1985 — Адвокат Оскар Рольфе. «Процесс». Реж. Г. Егоров
- 1998 — Фёдор Иванович. «Каштанка и цирк» по А. Чехову. Реж. Г. Васильев (приз фестиваля «Театры Санкт-Петербурга — детям»’98 «за лучшую мужскую роль»)
- 1999 — Иван Восьмибратов. «Лес». А. Островский. Реж. Г. Козлов
- 2000 — Иоханаан Цингербай. «Потерянные в звёздах. Lost in the stars». Реж. Г. Дитятковский.

Петербургская премия «Золотой софит» сезон 1999/2000 г. в номинации «Лучшая мужская роль».
- 2004 — Юсеф Кадир «Вся жизнь впереди». Реж. А. Праудин

## Радиопостановки
- 1981 — «Пять вечеров с патером Брауном» Г. К. Честертона — Эган Марч, журналист
- Искандер Ф. - Вечерняя дорога - (Радио России-СПб), (читает Вячеслав Захаров) | Старое Радио. www.staroeradio.com. Дата обращения: 16 июня 2025.

## Фильмография
| - 1965 — Двое (короткометражный) — друг Сергея - 1965 — Под каштанами Праги (фильм-спектакль) — Людвиг - 1966 — Королевская регата — Сева, рулевой команды гребцов - 1967 — Происшествие, которого никто не заметил — Шурик (в титрах — С. Захаров) - 1969 — Берег юности — Федя - 1970 — Счастливый человек - 1972 — Дом на Фонтанке - 1975 — Необыкновенное воскресенье — в сценах из спектакля Академического театра Комедии «Романтики» - 1976 — Несовершеннолетние - 1978 — Игроки (фильм-спектакль) — Глов-младший - 1978 — Три ненастных дня — Студёнкин Вячеслав Григорьевич, фотограф-любитель - 1984 — Из жизни земского врача - 1989 — Посетитель музея - 1989 — Прошлое всегда с нами - 1990 — История болезни — врач / генерал - 1992 — Третий дубль — Анатолий Рюмин | - 1996 — Музыка любви. Неоконченная любовь / Musique de l’amour: Un amour inachevé, La — Отец маленького скрипача - 1996 — 1997 — Поживём — увидим - 2001 — 2023 — Тайны следствия — 23 сезона — Ковин Виктор Иванович - 2002 — 2003 — Русские страшилки — Изобретатель Билибин (Серия «Ведьмак из Блерово») - 2006 — Связь - 2007 — Антонина обернулась — генерал - 2007 — Молодой Волкодав — Музыкант - 2008 — 9 мая. Личное отношение (новелла «Вокзал») — ветеран - 2008 — Пером и шпагой — Соббатка - 2009 — Опергруппа — Карась «Ордер на расправу» - 2010 — Жить сначала — майор Корнеев, начальник лагеря - 2011 — Дорогой мой человек — Николай Фёдорович Шувалов, хирург в госпитале |

## Призы и награды
- 1998 — Приз «за лучшую мужскую роль» фестиваля «Театры Санкт-Петербурга — детям» за роль Фёдора Ивановича в спектакле «Каштанка и цирк».
- 2000 — Петербургская премия «Золотой софит» в номинации «лучшая мужская роль» за роль Иоханаана Цингербая в спектакле «Потерянные в звёздах. Lost in the stars».
- 2024 — Приз лучшему актёру на 6-м летнем фестивале губернских театров «Фабрика Станиславского» за спектакль «Мудрецы» театра «На Литейном»

## Озвучивание отечественной продукции
- 1989 — Личное дело Анны Ахматовой — (закадровый текст)
- 1992 — Митьки никого не хотят победить, или Митькимайер — (закадровый текст)
- 2007 — Что делать? или Куйгорож (Мокшанская сказка) — Дед Пятань / читает вступительный текст про Мордовию
- 2008 — Про Василия Блаженного — текст от автора
- В детской передаче «Жду с нетерпением» озвучивает роль кота Мурыча.